# Gąsówka-Oleksin (gromada)
Gąsówka-Oleksin (początkowo Gąsówka Oleksin, bez łącznika) – dawna gromada, czyli najmniejsza jednostka podziału terytorialnego Polskiej Rzeczypospolitej Ludowej w latach 1954–1972.
Gromady, z gromadzkimi radami narodowymi (GRN) jako organami władzy najniższego stopnia na wsi, funkcjonowały od reformy reorganizującej administrację wiejską przeprowadzonej jesienią 1954 do momentu ich zniesienia z dniem 1 stycznia 1973, tym samym wypierając organizację gminną w latach 1954–1972.
Gromadę Gąsówka Oleksin (pisownia bez łącznika) z siedzibą GRN w Gąsówce Oleksinie utworzono – jako jedną z 8759 gromad – w powiecie wysokomazowieckim w woj. białostockim, na mocy uchwały nr 24/V WRN w Białymstoku z dnia 4 października 1954. W skład jednostki weszły obszary dotychczasowych gromad Łapy Dębowizna, Łapy Szołajdy, Łapy Pluśniaki, Łapy Kołpaki, Łapy Korczaki, Łapy Łynki, Gąsówka Oleksin, Gąsówka Stara, Daniłowo Małe i Daniłowo Duże ze zniesionej gminy Poświętne w tymże powiecie. Dla gromady ustalono 15 członków gromadzkiej rady narodowej.
13 listopada 1954 roku gromada weszła w skład nowo utworzonego powiatu łapskiego.
1 stycznia 1969 gromadę Gąsówka-Oleksin zniesiono, włączając jej obszar do nowo utworzonej gromady Łapy.